# Nilson Loyola
Nilson Evair Loyola Morales é um futebolista peruano que atua como lateral-esquerdo. Atualmente joga pelo Sporting Cristal.

## Carreira
Foi convocado para defender a Seleção Peruana de Futebol na Copa do Mundo de 2018.